# NGC 840
NGC 840 è una vasta galassia a spirale barrata situata nella costellazione della Balena, a una distanza di circa 337 milioni di anni luce dalla nostra Via Lattea.

## Scoperta
La galassia è stata scoperta il 2 settembre 1864 dall'astronomo tedesco Albert Marth.

## Descrizione
NGC 840 ha una classe di luminosità II e presenta una larga riga a 21 cm dell'idrogeno neutro.
Data la sua luminosità superficiale pari a 14,04, NGC 840 può essere classificata come una galassia a bassa luminosità superficiale (nella letteratura in lingua inglese abbreviata in LSB, acronimo di Low Surface Brightness). Le galassie LSB sono galassie di tipo diffuso (D) con una luminosità superficiale inferiore di almeno una magnitudine a quella del cielo notturno circostante.